# UFC Fight Night: Hermansson vs. Pyfer
UFC Fight Night: Hermansson vs. Pyfer (también conocido como UFC Fight Night 236 y UFC on ESPN+ 94) fue un evento de artes marciales mixtas producido por Ultimate Fighting Championship llevado a cabo el 10 de febrero de 2024, en las instalaciones del UFC Apex, en Enterprise, parte del Área metropolitana de Las Vegas, Estados Unidos.

## Antecedentes
Una pelea de peso mediano entre Jack Hermansson y Joe Pyfer encabezó el evento. 
Una pelea de peso mediano entre Rodolfo Vieira y Armen Petrosyan se llevó a cabo en el evento. El par estaba previamente programado para enfrentarse en UFC Fight Night 231, pero la pelea fue cancelada después de que Petrosyan se enfermara detrás del escenario durante el evento.
Se esperaba que el invicto Lerone Murphy enfrentara a Dan Ige en una pelea de peso pluma en el evento. Sin embargo, Murphy se retiró a mediados de enero debido a una lesión no revelada y fue reemplazado por Andre Fili.
Se esperaba que Shayilan Nuerdanbieke se enfrentara a Hyder Amil en una pelea de peso pluma en el evento, pero se retiró por razones no reveladas y fue reemplazado por Melsik Baghdasaryan.  A su vez, Baghdasaryan se retiró la semana de la pelea debido a una lesión y fue reemplazado por Fernie García. 
Se esperaba que Robert Bryczek y Albert Duraev se enfrentaran en una pelea de peso mediano en este evento.  Sin embargo, Duraev se retiró por razones no reveladas y fue reemplazado brevemente por Dylan Budka, pero problemas médicos le impidieron competir. Ahora se espera que Bryczek se enfrente a Ihor Potieria.  En los pesajes, Potieria pesó 187,5 libras, una libra y media por encima del límite de peleas sin título de peso mediano. La pelea continuó en un peso pactado con Potieria siendo multado con el 20% de su bolsa, que fue hacía Bryczek. 
Se esperaba que en el evento se llevara a cabo una pelea de peso ligero entre Damir Hadžović y Bolaji Oki.  Sin embargo, Hadžović se retiró debido a problemas de visa y fue reemplazado por Timothy Cuamba. 

## Resultados
1. ↑  Un golpe bajo accidental dejó a Qileng incapaz de continuar.

## Bonificaciones
Los siguientes peleadores recibieron bonos de $50.000.
- Pelea de la Noche: No se otorgaron bonos
- Actuación de la Noche: Dan Ige, Rodolfo Vieira, Carlos Prates y Bogdan Guskov